# Mitchell Ivey
Pour les articles homonymes, voir Ivey.
Mitchell Ivey (né le 2 février 1949 à San José (Californie)) est un nageur américain. Lors des Jeux olympiques d'été de 1968 disputés à Mexico il remporte la médaille d'argent dans l'épreuve du 200m dos. Quatre ans plus tard, lors des Jeux olympiques d'été de 1972, il remporte la médaille de bronze dans la même épreuve.

## Palmarès
- médaille d'argent au 200m dos aux Jeux olympiques de Mexico en 1968
- médaille de bronze au 200m dos aux Jeux olympiques de Munich en 1972